# Microregione di Baixo Parnaíba Maranhense
Baixo Parnaíba Maranhense è una microregione dello Stato del Maranhão in Brasile, appartenente alla mesoregione di Leste Maranhense.

## Comuni
Comprende 6 comuni:
- Água Doce do Maranhão
- Araioses
- Magalhães de Almeida
- Santa Quitéria do Maranhão
- Santana do Maranhão
- São Bernardo